# Perchis

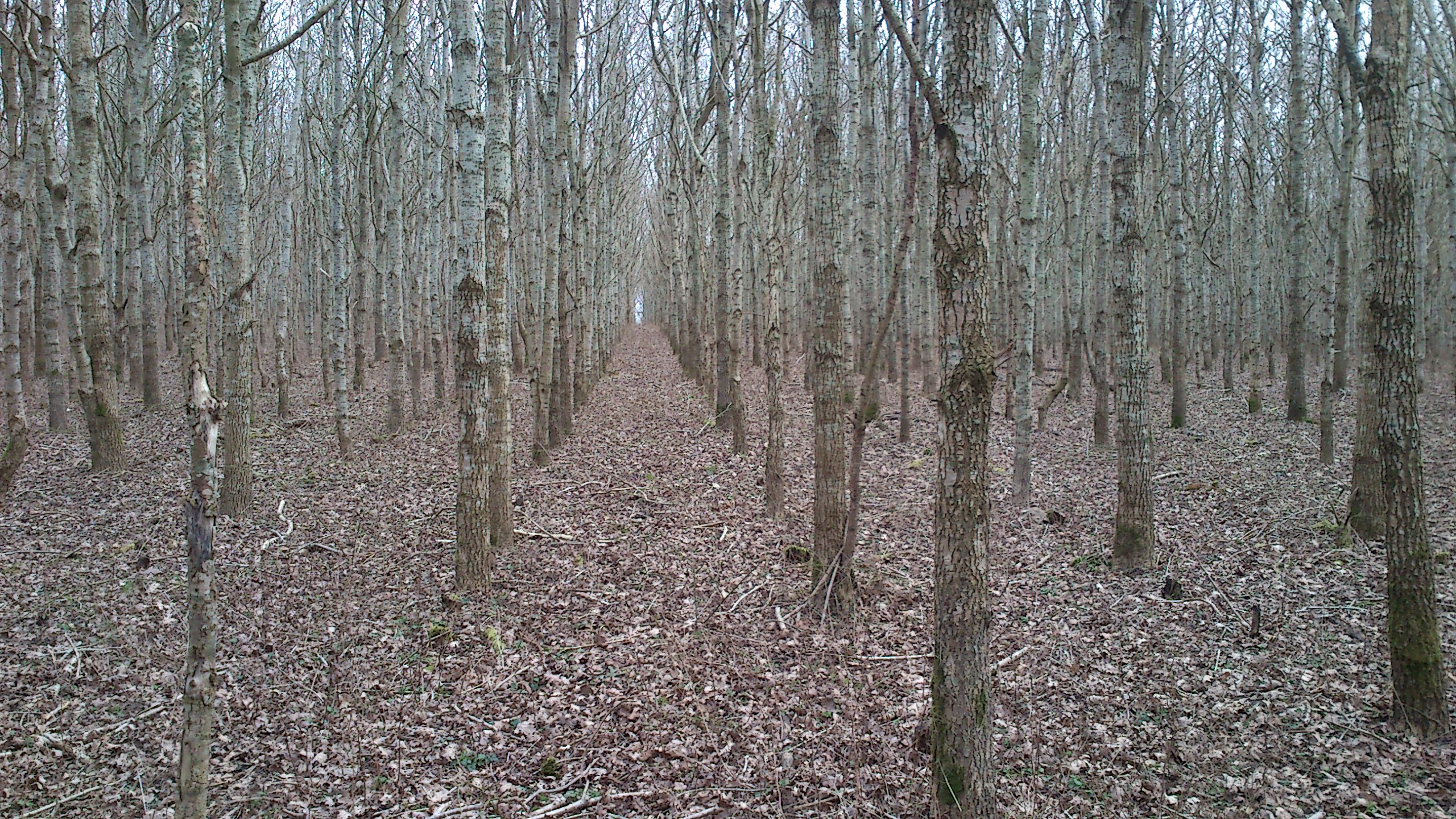
Forêt au stade de perchis.

En sylviculture, un perchis est le stade de développement d'un peuplement équienne, consécutif à celui du gaulis : tiges rigides, d'un diamètre compris en général entre 10 et 30 cm. Ce stade précède celui de futaie. À ce stade, les arbres sont encore assez serrés.

## Sylviculture
Le perchis est la phase où les arbres connaissent la plus rapide élongation et où la compétition naturelle entre eux est en conséquence la plus forte, conduisant à la disparition des éléments les plus faibles. Cette élimination naturelle s'ajoute à celle qui s'explique par des facteurs exogènes comme les maladies et le gel. Dans une forêt rationnellement exploitée, cette élimination naturelle est complétée par une éclaircie sélective réalisée par l'exploitant pour favoriser les arbres d'élite.